# NN-21
La carretera NN‑21 es una vía departamental secundaria del departamento de Río San Juan, en el sureste de Nicaragua. La ruta conecta la ciudad de San Carlos con la localidad de El Tule, facilitando el acceso entre zonas productivas del departamento.

## Trazado y cruces
A continuación, se detalla el recorrido aproximado de la NN‑21:
| km  | Localidad / Punto | Departamento | Conexión / Ruta |
| --- | ----------------- | ------------ | --------------- |
| 0,0 | San Carlos        | Río San Juan | NIC 85          |
| —   | Emp. NN 22        | Río San Juan | NN 22           |
| —   | El Tule           | Río San Juan | Fin de la vía   |